# Leanira alba
Leanira alba är en ringmaskart som beskrevs av Moore 1910. Leanira alba ingår i släktet Leanira och familjen Sigalionidae.
Artens utbredningsområde är Mexikanska golfen. Inga underarter finns listade i Catalogue of Life.